# 松木いっか
松木 いっか（まつき いっか、1994年 - ）は、漫画家。愛媛県出身。河原デザイン・アート専門学校中退。

## 略歴
2018年、23歳の時に「第38回イブニング新人賞」大賞を『熱弾空間』（ほか一編）にて受賞（松木一嘉名義）。
2020年、『週刊ヤングマガジン』（講談社）にて『ブクロキックス』を連載開始（のちに『マガジンポケット』移籍）。同年11月、『くらげバンチ』（新潮社）にて秦三子原作の『シキブアイラブユー』作画を担当し、読切掲載。
2021年、『マンガワン』（小学館）にて『日本三國』の連載を開始。

## 人物
ヤングマガジン公式サイトにて、「小中高とサッカー漬けの毎日を送っていた」とあるが、松木は自身のTwitterにてこれを否定している。父の影響で『頭文字D』を読んでおり、一番好きな漫画であり初連載作の『ブクロキックス』を描いたきっかけの一つも同作に出たブラインドアタックという言葉だったと述べている。

## 作品リスト

### 連載
- ブクロキックス（『週刊ヤングマガジン』→『マガジンポケット』2020年18号 - 2021年5月3日）
- 日本三國（『マンガワン』2021年11月24日 - ）

### 読み切り
- シキブアイラブユー（原作：泰三子、『くらげバンチ』2020年11月6日）

### 書籍
- 『ブクロキックス』、講談社〈ヤンマガKCスペシャル〉2020年 - 2021年、全5巻
  1. 2020年6月19日発売[9]、ISBN 978-4-06-520248-7
  2. 2020年9月4日発売[10]、ISBN 978-4-06-520688-1
  3. 2020年12月4日発売[11]、ISBN 978-4-06-521714-6
  4. 2021年5月7日発売[12]、ISBN 978-4-06-523336-8
  5. 2021年8月6日発売[13]、ISBN 978-4-06-524335-0
- 『日本三國』、小学館〈裏少年サンデーコミックス〉2022年 - 、既刊6巻（2024年11月12日現在）

## 関連人物
- 二宮志郎(二宮正明) - 師匠。イブニング新人賞・大賞を受賞した際、自身に多大なる影響を与えたとコメントしている[4]。
- 泰三子 - アシスタントを務めた漫画家。のちに泰が原作の読切作品『シキブアイラブユー』の作画を松木が務めた[14]。
- 花沢健吾 - アシスタントを務めた漫画家[1]。